# 空間的相互作用
空間的相互作用（くうかんてきそうごさよう、英語: spatial interaction）とは、地域間における流動のことをさす地理学の用語である。この用語は、アメリカ合衆国の地理学者のエドワード・アルマンにより用いられはじめた。

## 原理
空間的相互作用には原理が3つ存在し、それぞれ、補完性、介在機会、可動性とよばれる。
補完性（complementarity）とは、地域間流動は、発地での供給（放出性）と着地での需要（吸引性）が存在することで起こるという考え方である。
介在機会（intervening opportunity）とは、別の供給地の存在の影響で地域間流動が小さくなるという考え方である。
可動性（transferability）とは、2地域間の距離の増大に伴い空間的相互作用が弱化する、地域間流動は交通費用が限界値に達しない場合に起こるという概念である。
この原理はUllman (1956)により提唱され、当初は経験則であったが、1960年代以降は空間的相互作用モデル群の根拠として利用されていった。

## 空間的相互作用モデル
{\displaystyle m}個の発地と{\displaystyle n}個の着地における流動について、{\displaystyle m}行{\displaystyle n}列のO-D行列を考える。発地{\displaystyle i}から着地{\displaystyle j}への流動量{\displaystyle T_{ij}}は、行列の{\displaystyle (i,j)}成分として表される。空間的相互作用モデルをつくるためには、{\displaystyle T_{ij}}を説明するモデル式をつくることが求められる。
空間的相互作用モデルの式は一般に
と表される（{\displaystyle k}は定数（調整項）、{\displaystyle V_{i}}は{\displaystyle i}の放出性、{\displaystyle W_{j}}は{\displaystyle j}の吸引性、{\displaystyle \alpha }および{\displaystyle \gamma }は放出性・吸引性に関するパラメータ、{\displaystyle d_{ij}}は発着地{\displaystyle ij}間の距離、{\displaystyle f(d_{ij})}は距離逓減関数）。{\displaystyle k}、{\displaystyle \alpha }、{\displaystyle \gamma }、{\displaystyle f(d_{ij})}を定めることでモデル式を決定できる。
空間的相互作用モデルは、より一般に、以下の式で表される。
すなわち、空間的相互作用モデルは、2地域間の複雑な流動量{\displaystyle T_{ij}}を、{\displaystyle V_{i}}、{\displaystyle W_{j}}、{\displaystyle d_{ij}}の3変数のみで説明している。かつ、このモデル式は簡単でわかりやすい式であること、現実の状況への適合性が高いことが評価理由となっている。

## 空間的相互作用モデル族
空間的相互作用モデル族（family of spatial interaction models）とは、発生―吸収制約モデル、発生制約モデル、吸収制約モデル、無制約モデルの総称のことである。Wilson (1974)により提示された。
ここで、発地{\displaystyle i}における発生流動量の総和を{\displaystyle O_{i}}、着地{\displaystyle j}における吸収量の総和を{\displaystyle D_{j}}とすると、以下の式が成立する。
4つの空間的相互作用モデルは、式(3)・式(4)の成立の有無より分類される。

### 発生―吸収制約モデル
発生―吸収制約モデル（production-attraction-constrained model）は、{\displaystyle O_{i}}および{\displaystyle D_{j}}ともに既知であり、式(3)・式(4)がともに成立する場合である。二重制約モデル（doubly constrained model）ともよぶ。よって発生―吸収制約モデルは、均衡因子{\displaystyle A_{i}}・{\displaystyle B_{j}}を用いて、以下の式で表される。
なお、{\displaystyle A_{i}={\frac {1}{\sum _{j=1}^{n}B_{j}D_{j}f(d_{ij})}}}、{\displaystyle B_{j}={\frac {1}{\sum _{i=1}^{m}A_{i}O_{i}f(d_{ij})}}}である。
発生―吸収制約モデルは、通勤モデルなどで用いられる。

### 発生制約モデル
発生制約モデル（production-constrained model）は、{\displaystyle O_{i}}は既知であり式(3)は成立するが、{\displaystyle D_{j}}は未知である場合である。よって発生制約モデルは、均衡因子{\displaystyle A_{i}}を用いて以下の式で表される。
なお、{\displaystyle A_{i}={\frac {1}{\sum _{j=1}^{n}{W_{j}}^{\gamma }f(d_{ij})}}}である。
発生制約モデルは、買物行動モデルなどで用いられる。

### 吸収制約モデル
吸収制約モデル（attraction-constrained model）は、{\displaystyle D_{j}}は既知であり式(4)は成立するが、{\displaystyle O_{i}}は未知である場合である。よって吸収制約モデルは、均衡因子{\displaystyle B_{j}}を用いて、以下の式で表される。
なお、{\displaystyle B_{j}={\frac {1}{\sum _{i=1}^{m}{V_{i}}^{\alpha }f(d_{ij})}}}である。
吸収制約モデルは、居住立地モデルなどで用いられる。

### 無制約モデル
無制約モデル（unconstrained model）は、{\displaystyle O_{i}}および{\displaystyle D_{j}}ともに未知の場合である。制約条件もない。モデル式は式(2)と同じで、以下の通りである。
{\displaystyle T_{ij}=k{V_{i}}^{\alpha }{W_{j}}^{\gamma }f(d_{ij})}(8)
無制約モデルの代表例として、古典的な重力モデルが挙げられる。

## 重力モデル
重力モデル（gravity model）は、空間的相互作用モデルの中で最古のものであり、地理学では交通流動研究などで用いられてきた。1950年代以降によく注目されるようになったが、多くの問題点も抱えていた。

## エントロピー最大化モデル
エントロピー最大化モデル（entropy maximising models）は、アラン・G・ウィルソンにより導出された空間的相互作用モデルである。エントロピーの概念を用いて、統計力学的な方法でパーソントリップを分子運動のように捉えることでモデル式が導かれた。また、このモデルが重力モデルの理論的な根拠を説明したことで、重力モデルの問題点の一部の解消につながった。